# Inga sodiroi
Inga sodiroi är en ärtväxtart som beskrevs av Hermann August Theodor Harms. Inga sodiroi ingår i släktet Inga och familjen ärtväxter. Inga underarter finns listade i Catalogue of Life.